# 常万海
常万海（1940年11月—），男，吉林前郭人，中华人民共和国政治人物，曾任吉林省政协副主席，中国工艺美术协会名誉副会长。